# Kydotlu, Shimoga
Kydotlu là một làng thuộc tehsil Shimoga, huyện Shimoga, bang Karnataka, Ấn Độ.